# Pueblo achagua
Achagua es un pueblo indígena, que hasta el siglo XVIII habitó en la cuenca de los ríos Casanare, Meta y Apure y del que actualmente sobreviven las comunidades de los resguardos de Humapo y El Turpial, en el municipio colombiano de Puerto López y algunas familias en La Primavera (Vichada), Puerto Gaitán (Meta) y La Hermosa (Casanare).

## Historia
Los Achagua fueron el pueblo más numeroso de los Llanos del Orinoco y se sabe que su población a la llegada de los europeos superaba las 30 mil personas. Sus poblados articulaban una amplia red comercial, que poseía una moneda propia, las sartas de conchas quiripa. Muchos vivieron luego en las misiones jesuitas hasta la expulsión de estos en 1767. Posteriormente fueron diezmados por sucesivas olas de colonización que les arrebataron el territorio, por diversas epidemias y por la violencia entre 1946 y 1958. Bogotá. La población actual es de cerca de 1.000 personas.

## Economía
Su actividad principal es la agricultura. Cultivan especialmente la yuca amarga (áliri), de la que extraen el almidón para fabricar "casabe" (beri, tortilla) y "fariña" (harina tostada). También producen maíz (kana). Durante el verano, la pesca y en menor escala la caza tienen importancia. La artesanía es otra actividad destacada. Algunas familias tienen algún ganado vacuno y otras personas necesitan trabajar como asalariadas.

## Cultura
Aunque han abandonado sus creencias tradicionales, se han hecho cristianos y han perdido muchos elementos culturales, el grupo mantiene férreamente su identidad étnica y aun habla su propio idioma, de la familia arawak.
Su organización original en clanes patrilineales exogámicos se expresa actualmente en la alianza con otro pueblo arawak con estructuras similares, los Piapoco, con quienes conviven y concretan los intercambios matrimoniales. Los unos hablan el idioma de los otros cuando los visitan y utilizan el castellano únicamente en la comunicación con los extraños.